# Steurwolderpolder
De Steurwolderpolder is een voormalig waterschap in de provincie Groningen. Op de bij De zeeweringen enz. behorende kaart wordt de naam als Steerwolderpolder geschreven.
De polder lag ten westen van Thesinge. De noordoostgrens was het Geweide, de zuidoostgrens liep op 450 meter westelijk van de G.N. Schutterlaan. De zuidwestgrens was de Zuidwending (de grens met de gemeente Bedum), terwijl ook de noordwestgrens uit dit water (en de gemeentegrens) bestond en een klein deel is de huidige Eemshavenweg. De molen stond aan het Geweide en stond zo'n 300 m uit het dorp. 
Waterstaatkundig gezien ligt het gebied sinds 1995 binnen dat van het waterschap Noorderzijlvest.

## Naam
De polder is genoemd naar het gebied Stuurwolde.